# Haltichella rutshurui
Haltichella rutshurui är en stekelart som beskrevs av Schmitz 1946. Haltichella rutshurui ingår i släktet Haltichella och familjen bredlårsteklar. Inga underarter finns listade i Catalogue of Life.